# Zygophlaeoba truncaticollis
Zygophlaeoba truncaticollis är en insektsart som beskrevs av Bolívar, I. 1902. Zygophlaeoba truncaticollis ingår i släktet Zygophlaeoba och familjen gräshoppor. Inga underarter finns listade i Catalogue of Life.